# Djahy
Djahy (Djahi ou Tjahi) est la désignation égyptienne de la partie sud du Rétjénou. Cette région couvre environ d'Ashkelon au Liban à la Galilée. 
Durant les XVIIIe et XIXe dynastie, ce fut le lieu de rencontre des batailles de Qadesh entre Ramsès II et les Hittites, et de la bataille de Djahy entre les forces du pharaon Ramsès III et les peuples de la mer.